# Hrabstwo Graham (Kansas)

Piramida wieku hrabstwa

Hrabstwo Graham – hrabstwo położone w USA w stanie Kansas z siedzibą w mieście Hill City. Założone 26 lutego 1887 roku.

## Miasta
- Hill City
- Bogue
- Morland

## Sąsiednie Hrabstwa
- Hrabstwo Norton
- Hrabstwo Phillips
- Hrabstwo Rooks
- Hrabstwo Trego
- Hrabstwo Gove
- Hrabstwo Sheridan